# Isothecium amoenum
Isothecium amoenum là một loài rêu trong họ Brachytheciaceae. Loài này được Hedw. Brid. mô tả khoa học đầu tiên năm 1827.